# 光果梧桐杨
光果梧桐杨（学名：Populus pseudomaximowiczii f. glabrata）为杨柳科杨属梧桐杨下的一个变型。

## 扩展阅读
- 維基物種上的相關：光果梧桐杨